# Мокли, Джон
Джон Уильям Мокли (англ. John William Mauchly, в русскоязычной литературе фамилия также транскрибируется как «Моучли») (30 августа 1907 года, Цинциннати, Огайо — 8 января 1980 года, Амблер, Пенсильвания). Американский физик и инженер, один из создателей первого в мире электронного компьютера ENIAC (1946).

## Биография
Работал преподавателем электротехники в Пенсильванском университете (Институт Мура) в Филадельфии (США). Вместе с Джоном Преспером Экертом с 1943 по 1945 год работали над созданием первого электронного компьютера общего назначения ЭНИАК для Армии США, а также работал на начальном этапе над более совершенным компьютером EDVAC.
Работая над ЭНИАКом Мокли и Экерт задумывались над более совершенной машиной, программа для которой создается не путём переставления перемычек и переключателей как у ЭНИАКа, а путём записи её в память самой машины. Эти идеи были развиты фон Нейманом, который присоединился к проекту ЭНИАК в сентябре 1944 года, а в марте-июне 1945 года оформил эти мысли в виде наброска отчета по проекту EDVAC. Известность фон Неймана как крупного учёного сыграла свою роль — изложенные им принципы и структура ЭВМ стали называться фоннеймановскими, хотя их соавторами являлись также Мокли и Джон Преспер Экерт.
После сдачи проекта в феврале 1946 года Мокли покинул Институт Мура и вместе с Джоном Преспером Экертом основал в 1946 году компанию Electronic Control Company, которая позднее была переименована в Eckert–Mauchly Computer Corporation. В 1949 году компания поставила свою первую ламповую вычислительную машину BINAC, которая для ввода информации вместо перфокарт впервые использовала магнитную ленту. В 1950 году их компания, испытывавшая серьезные финансовые затруднения, была приобретена компанией Remington Rand (позднее Sperry Rand, и еще позднее Unisys) и преобразована в подразделение "UNIVAC".
В 1951 году, уже в составе Remington Rand, Мокли и Экерт закончили работу над своим первым коммерческим массовым компьютером UNIVAC I, который положил начало целой серии компьютеров, выпуск которых продолжался до середины 80-х годов.
Во время работы над UNIVAC I у Мокли возникла идея научить компьютер воспринимать алгебраические уравнения в их традиционном виде. В 1949 году в Филадельфии под руководством Мокли был создан «Краткий код» — один из первых примитивных интерпретаторов языка программирования. Однако в полной мере реализовать её не удалось, потому что знаки математических действий по-прежнему приходилось заменять на их численные коды.
В дальнейшем Мокли занимал руководящие посты в целом ряде проектов и компаний:
- 1959—1965 — президент Mauchly Associates, Inc.
- 1965—1969 — председатель правления Mauchly Associates, Inc.
- 1968—1980 — президент Dynatrend Inc.
- 1970—1980 — президент Marketrend Inc.

## Награды
За достижения на компьютерном поприще Мокли был удостоен многих наград, среди которых
- Медаль Говарда Поттса (1949),
- Медаль Джона Скотта (1961),
- Мемориальная премия Гарри Гуда (1966),
- Премия Гарольда Пендера (1973),
- Премия Эмануэля Пиора (1978).

## Семья
- первая жена (с 1930 г.) — Мэри Мокли (Mary Mauchly) — утонула 8 сентября 1946 при ночном купании в море с мужем на побережье в штате Нью-Джерси
  - дети: дочь и сын
- вторая жена — Кэтлин Антонелли — в своё время работала одним из программистов на ENIAC.